# Фюлгия (броненосен крайцер)
„Фюлгия“ (на шведски: HMS Fylgia) е броненосен крайцер на Военноморските сили на Швеция от началото на ХХ век, построен в единствен екземпляр.
Той е сред най-малките броненосни крайцери в света. През по-голямата част от службата си е учебен кораб. Радикално е преустроен през 1940 г.

## Служба
„Фюлгия“ е модернизиран през периода 1939 – 1940 г. със зенитни оръдия и системи за управление на огъня.

## Проект
Спуснат на вода в самото начало на дреднаутната надпревара, „Фюлгия“ (както и повечето нови крайцери с парни машини) на практика е остарял още с въвеждането си в строя. Продължителната кариера на крайцера е свързана с икономиите на Швеция за флота.
Въпреки това, дори и по критериите от 1902 г., за слабости могат да се считат противоминното въоръжение на кораба и недостатъчния нормален запас от въглища (350 тона) – цената, платена от шведите за съмнителната чест да притежават най-малкия броненосен крайцер с кули.